# Adamki (Okuninka)
Adamki – kolonia wsi Okuninka w Polsce, położona w województwie lubelskim, w powiecie włodawskim, w gminie Włodawa. Leży nad Włodawką.
W latach 1975–1998 kolonia administracyjnie należała do województwa chełmskiego.
W okolicach kolonii w dniu 7 marca 1863 roku doszło do rozbicie oddziału partyzanckiego Marcina Borelowskiego ps. „Lelewel”.
Wierni Kościoła rzymskokatolickiego należą do parafii Najświętszego Serca Jezusowego we Włodawie.